# Le Berceau de cristal
Pour plus de détails, voir Fiche technique et Distribution.
Le Berceau de cristal est un film français réalisé par Philippe Garrel, sorti en 1976.

## Fiche technique
- Titre français : Le Berceau de cristal
- Réalisation : Philippe Garrel
- Scénario : Philippe Garrel
- Photographie : Philippe Garrel
- Montage : Philippe Garrel
- Musique : Ash Ra Tempel (Manuel Göttsching et Lutz Ulbrich)
- Production : Philippe Garrel
- Pays d'origine :  France
- Format : couleur - 1,66:1
- Date de sortie : 1976 (le film est sorti en avant-première le soir du 24 décembre 1976 à la Cinémathèque de Chaillot)

## Distribution
- Nico
- Dominique Sanda
- Anita Pallenberg
- Margareth Clémenti
- Philippe Garrel
- Frédéric Pardo